# Patriarchální farnosti v Kanadě
Patriarchální farnosti v Kanadě je kanonická správní struktura ruské pravoslavné církve na území Kanady.

## Administrativní dělení
V soustavě patriarchálních farností v Kanadě se nachází 25 farností.
Správcem farností je vikarijní biskup patriarchy moskevského a celé Rusi s neamerickým titulem.

## Historie
Historie vzniku patriarchálních farností v Kanadě sahá až do roku 1794, kdy monaši z Valaamského monastýru založili první pravoslavnou misii v Severní Americe. Eparchie která vznikla jejich působením od roku 1872 sídlila v San Franciscu. Roku 1905 bylo sídlo přeneseno arcibiskupem Tichonem (Běllavinem do New Yorku. Od roku 1907 se jediná pravoslavná eparchie na americkém kontinentu nazývala: Ruská pravoslavná řeckokatolická církev pod jurisdikcí hierarchie ruské církve. Tato eparchie pokrývala celé území USA a Kanady a čítala asi sto farností a desítky tisíc věřících.
V létě roku 1897 v městečku Limestone Lake asi 70 mil od Edmontonu slavili duchovní pravoslavné misie na Aljašce první pravoslavnou liturgii. V tomto místě sídlili řeckokatoličtí Rusíni kteří odešli z Haliče. Mnozí si přáli připojit se k pravoslaví a ruské církví. Požádali proto biskupa aleutského a aljašského Mykolaje (Zjorova) aby k nim vyslal pravoslavného kněze.
Roku 1907 čítala pravoslavná církev v Kanadě 7000 věřících.
Po Říjnové revoluci roku 1917 v Rusku se vztahy s nejvyššími církevními představiteli v Moskvě ukázaly jako velmi obtížné. Od roku 1924 zůstalo mnoho farností Ruské pravoslavné řeckokatolické církve v čele s metropolitou Platonem (Rožděstvenským) mimo spojení s moskevský patriarchátem. Vznikl tzv. Severoamerický metropolitní okruh či Severoamerická metropole. Některé farnosti se dostali pod jurisdikci Ruské pravoslavné církve v zahraničí a některé zůstaly loajální moskevskému patriarchátu.
Dne 19. prosince 1927 bylo na schůzi Synodu biskupů amerických eparchií Ruské pravoslavné církve rozhodnuto o založení nezávislé a autokefální církve v čele s metropolitou Platonem (Rožděstvenským).
Moskevský patriarchát se snažil vést dialog s tou nekanonickou strukturou a několikrát na metropolitu Platona a duchovenstvo uvalila kanonické zákazy což však nepomohlo aby se eparchie navrátila zpět k ruské církvi.
Koncem 60. let došlo díky metropolitu Nikodim (Rotovi), protojereji Alexandrovi Schmemannovi a dalších duchovním ke kompromisu se severoamerickou metropolí. Dne 9. dubna 1970 došlo k obnovení společenství mezi metropolí a moskevským patriarchátem. Následující den předal metropoly moskevský patriarcha tomos o udělení autokefality a začala se nazývat jako Pravoslavná církev v Americe.
Tomos tímto předal nové církví jurisdikci nad severoamerickým kontinentem včetně Havajských ostrovů mimo Mexika. Pravoslavná církev v Americe nezahrnovala některé farnosti které si přáli být v jurisdikci moskevského patriarchy.
- farnosti Ruské pravoslavné církve, které tvořily edmontonskou a kanadskou eparchii byly od tohoto okamžiku přeměněny na patriarchální farnosti v Kanadě
- 43 farností které byly součástí new-yorské a aleutské eparchie se staly součástí patriarchálních farností v USA.

Podle tomosu bylo dovoleno věřícím patriarchálních farností přejít pod jurisdikci Pravoslavné církve v Americe po vzájemné dohodě obou církví.
Dne 27. prosince 2000 byl rozhodnutím Svatého synodu Ruské pravoslavné církve zřízen po domluvě s Pravoslavnou církví v Americe ve městě Toronto vytvořen metochion (velvyslanectví) ruské pravoslavné církve.

## Seznam správců patriarchálních farností
- - 1970–1970 Mark (Šavykin) dočasný správce
- 1970–1974 Makarij (Svystun)
- 1975–1976 Jov (Tyvonjuk)
- 1976–1982 Irynej (Serednij)
- 1982–1987 Kliment (Kapalin)
- 1987–1991 Mykolaj (Škrumko)
  - 1991–1992 Makarij (Svystun) dočasný správce
  - 1992–1993 Pavel (Ponomarjov) dočasný správce
- 1993–2005 Mark (Petrovcij)
- 2005–2018 Jov (Smakouz)
- od 2018 Matfej (Andrejev) dočasný správce